# 上壱分方町
上壱分方町（かみいちぶかたまち）は東京都八王子市の町名。丁番を持たない単独町名であり、住居表示未実施区域。郵便番号は193-0811（八王子西郵便局管区）。

## 地理
東に諏訪町、西と南に大楽寺町、北に川口町が隣接している。

## 歴史

### 地名の由来
多摩郡由井領のうち、由比本郷を3分割した壱分方が由来。江戸期に上壱分方と下壱分方（現在の諏訪町、四谷町、泉町）に分割された。

### 沿革
- 1889年（明治22年）4月1日 - 町村制施行により、神奈川県南多摩郡上壱分方村が、下壱分方村、大楽寺村、横川村、弐分方村、川村、元八王子村と合併し、元八王子村が成立する。上壱分方村は元八王子村大字上壱分方となる。
- 1955年（昭和30年）4月1日 - 元八王子村が八王子市へ編入。元八王子村大字上壱分方は八王子市上壱分方町となる[5]。

## 世帯数と人口
2023年（令和5年）10月31日現在の世帯数と人口は以下の通りである。
| 町丁       | 世帯数    | 人口    |
| ---------- | --------- | ------- |
| 上壱分方町 | 1,646世帯 | 3,790人 |

## 小・中学校の学区
市立小・中学校に通う場合、学区は以下の通りとなる。
| 番地 | 小学校                   | 中学校               |
| ---- | ------------------------ | -------------------- |
| 全域 | 八王子市立上壱分方小学校 | 八王子市立四谷中学校 |

## 交通

### 鉄道
町域内に駅は存在しない。最寄り駅はJR西八王子駅と高尾駅である。

### 道路
- 神奈川県道・山梨県道521号佐野川上野原線・東京都道521号上野原八王子線(陣馬街道)：上壱分方町南端を通過する。

## 施設
商業
- ワークマン八王子上壱分方店

行政
- 八王子市元八王子市民センター

教育
- 八王子市立上壱分方小学校
- 諏訪のぞみ乳児園

病院
- 東京天使病院

公園など
- 元八王子市民グラウンド
- 八王子市子どもキャンプ場
- 榛名神社